# Lupinus tacitus
Lupinus tacitus är en ärtväxtart som beskrevs av Charles Piper Smith. Lupinus tacitus ingår i släktet lupiner, och familjen ärtväxter. Inga underarter finns listade i Catalogue of Life.